# Blue Flyer
Blue Flyer (anciennement Zipper Dipper) sont des montagnes russes en bois du parc Pleasure Beach, Blackpool, situé à Blackpool, dans le Lancashire, au Royaume-Uni.

## Statistiques
- Train : Un train de 5 wagons. Les passagers sont placés par deux sur deux rangs pour un total de 20 passagers par train.

## Galerie

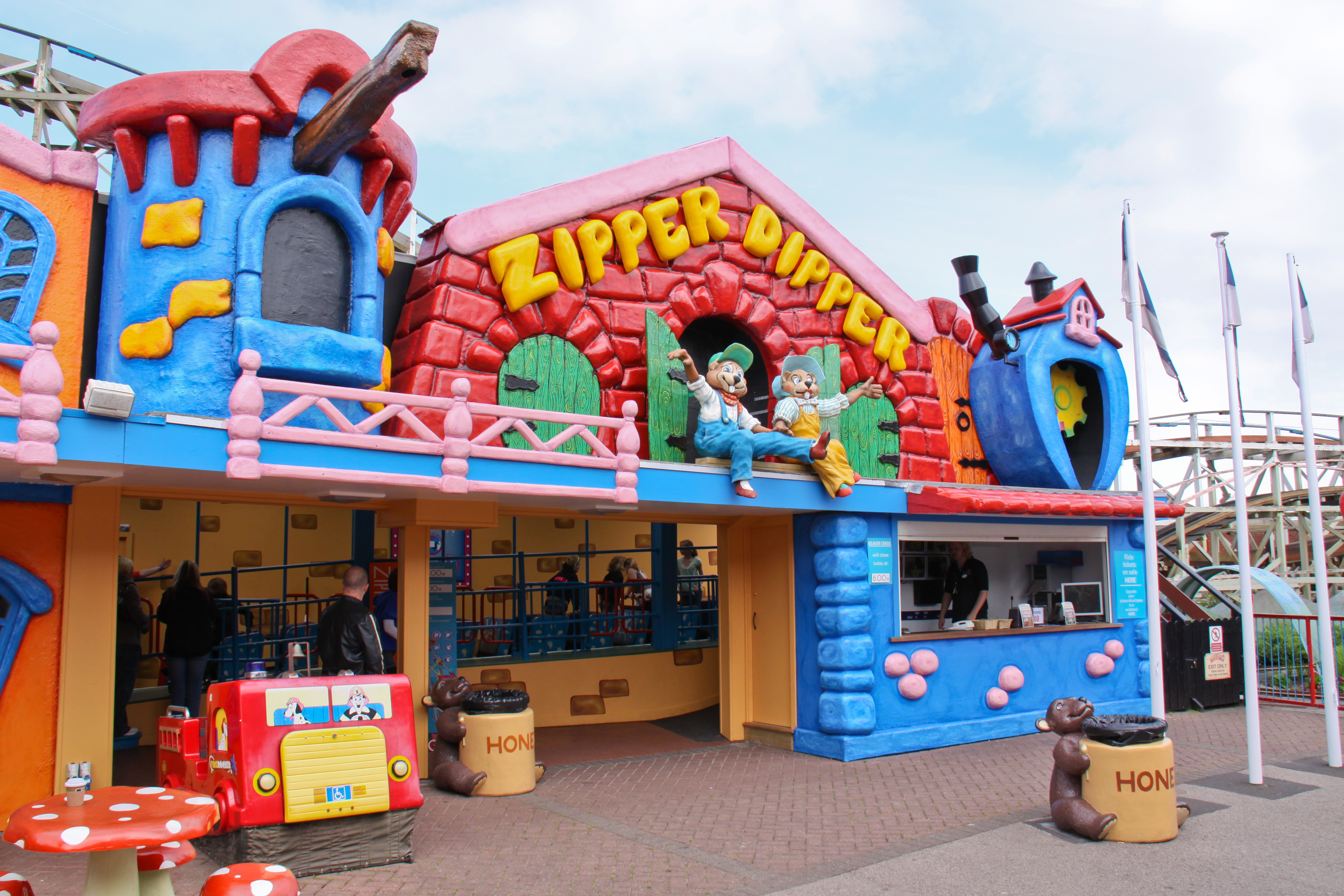
Façade de l'attraction.
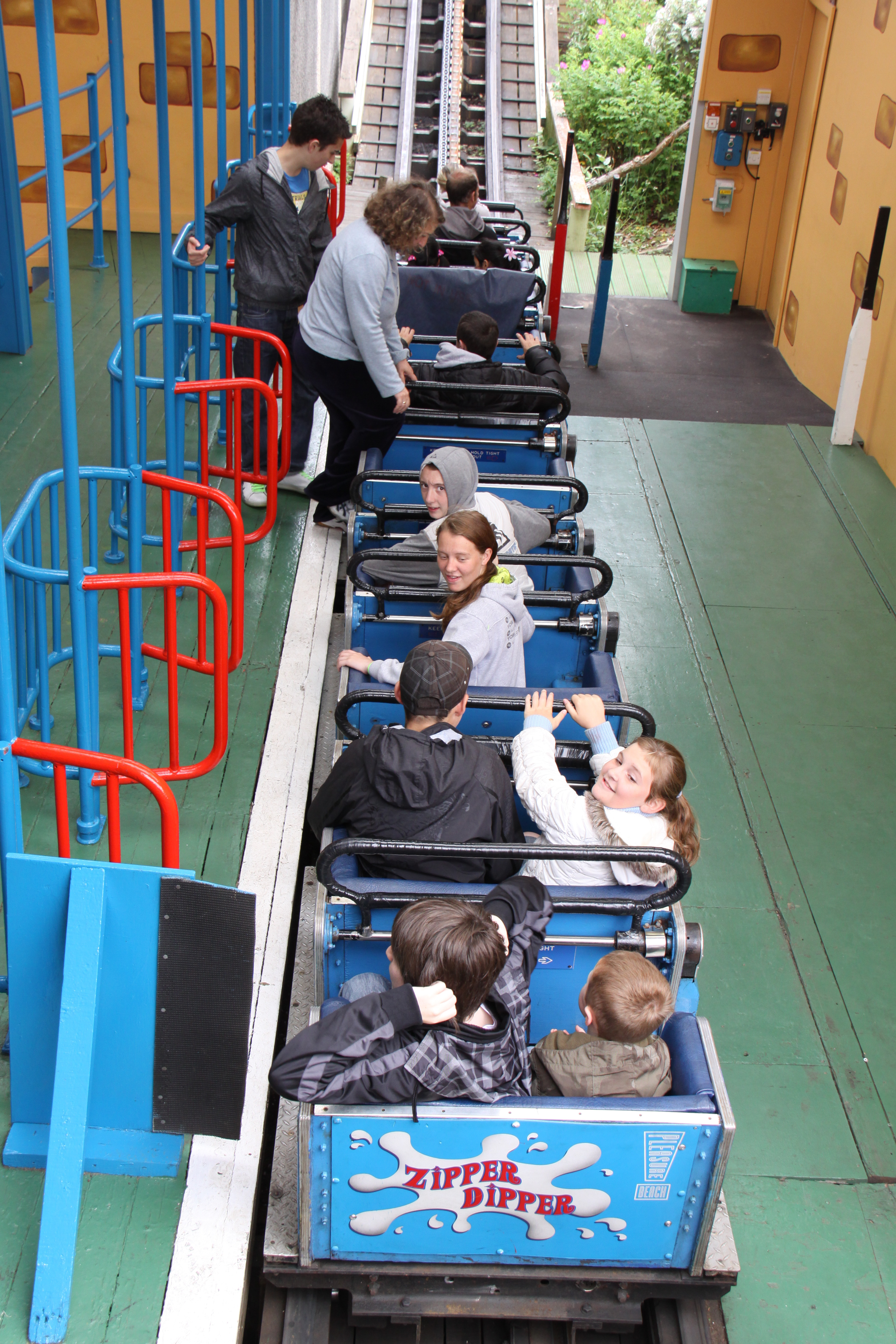
Train en gare.